# Гражданская война в Чили (1891)
Гражданская война в Чили (1891) (исп. Guerra civil chilena de 1891), также известная как Революция 1891 года (исп. Revolución de 1891) — вооружённый конфликт между сторонниками чилийского парламента (конгресса) и силами, поддерживавшими президента Хосе Мануэля Бальмаседу, выступавшего за национализацию принадлежавших англичанам рудников натуральной селитры и развитие национальной промышленности. Война ознаменовалась конфронтацией между чилийской армией и чилийским флотом, которые встали на сторону президента и конгресса соответственно. Конфликт завершился поражением чилийской армии и президентских войск, а также самоубийством Бальмаседы. В чилийской историографии война знаменует собой конец «Либеральной республики» и начало парламентской эры.

## Предыстория
В конце XIX века Чили играла огромную роль в мировой экономике, поскольку до изобретения промышленного синтеза нитратов она была единственным поставщиком ценных азотных удобрений и сырья для производства тротила в Европу со своих залежей гуано и натуральной селитры. Однако соответствующими рудниками владели британские компании, которые контролировали две трети чилийского экспорта, в свою очередь, поставляя в Чили до половины импорта. Доходы английских компаний от добычи селитры позволяли выплачивать акционерам до 40 % годовых.
К 1880 г. британский капитал в чилийской экономике превысил 7,5 млн фунтов стерлингов, из которых 6,1 млн были займами государству, а 1,4 млн — вложениями в строительство железных дорог для вывоза сырья с рудников, в горнодобывающую промышленность — прежде всего добычу меди, серебра, а затем и селитры.
К 1890 г. экспорт селитры давал казне Чили больше половины сборов. За несколько лет после окончания инспирированной британцами Второй тихоокеанской войны их капиталы в Чили возросли более чем втрое. Англичане практически присвоили месторождения селитры: поскольку при их экспроприации в 1875 г. правительство Перу выплатило компенсацию владельцам государственными ценными бумагами, а война обесценила их стоимость на 90 %, известный спекулянт, ставленник Ротшильдов Джон Томас Норт их скупил. По окончании войны чилийское правительство решило вернуть залежи селитры «законным хозяевам», которых к тому моменту представлял Норт и его соотечественники.
«Селитряное и гуанное проклятие», которое ранее вызвало разложение в разбогатевшей перуанской элите, настигло Чили: расцвела коррупция среди чиновников и военных, которые в интересах английских предпринимателей и банков создавали законодательные лазейки для беспрепятственного вывоза капиталов за рубеж.

## Реформы Бальмаседы
В 1886 г. президентом Чили стал патриотически настроенный либерал Хосе Мануэль Бальмаседа, взявший курс на развитие национальной промышленности, развернувший строительство дорог, школ, больниц, инициировавший реформу образования. Он также начал ограничивать монопольные права английских компаний.
В 1889 г. Бальмаседа заявил о намерении национализировать месторождения селитры и продать часть лучших месторождений исключительно чилийским компаниям, чьи акции не подлежали продаже иностранцам. Он также отказался продать англичанам принадлежавшие государству месторождения. Доходы от экспорта селитры он намеревался использовать для создания промышленных предприятий, чтобы «после утраты селитрой своего значения в связи с открытием новых природных месторождений или успехами науки создать на основе национальной промышленности и государственных железных дорог новый источник доходов».
Иностранные монополии, имевшие среди своих акционеров и клиентов парламентскую элиту страны, решили опереться на неё в борьбе против Бальмаседы. Чиновников и политиков, сконцентрированных в парламенте — Национальном Конгрессе — грубо подкупали.

## Конфликт конгресса и президента
В 1889 году конгресс стал явно враждебен к администрации президента Бальмаседы, и политическая ситуация стала серьёзной, временами угрожавшей вовлечь страну в гражданскую войну. В соответствии с обычаями Чили в то время министр не мог оставаться на своем посту, если не был поддержан большинством депутатов. Бальмаседа оказался в трудном положении, когда ему не удалось назначить министров, которые могли бы, с одной стороны, получить одобрение большинства в сенате и палате депутатов, с другой — проводить в жизнь собственные взгляды на управление государственными делами. Для решения этой проблемы президент пришел к выводу, что конституция дает ему право выдвигать и поддерживать в должности любых министров по своему выбору и что конгресс не имеет полномочий вмешиваться.
В свою очередь конгресс ожидал только подходящей возможности утвердить свой приоритет над президентской властью. В 1890 году выяснилось, что президент Бальмаседа решил назначить своего близкого друга в качестве преемника. Это привело к конфронтации, и конгресс отказался утвердить бюджет на обеспечение деятельности правительства. Бальмаседа согласился сформировать кабинет министров с учётом мнения конгресса при условии утверждения бюджета. Однако этот кабинет ушел в отставку, когда министры поняли всю полноту конфликта между президентом и парламентом. Тогда Бальмаседа назначил кабинет министров без учёта мнения конгресса во главе с Клаудио Викуньей, которого — что не было тайной — Бальмаседа рассматривал как своего преемника. Чтобы избежать противодействия своим действиям, президент воздержался от созыва внеочередной сессии парламента для обсуждения проекта бюджета на 1891 год.
1 января 1891 года президент Бальмаседа опубликовал в газетах обращение к нации о том, что бюджет 1890 года без корректировки будет перенесен на 1891 год. Этот акт был истолкован оппозицией как незаконный и опасный для парламентских полномочий. В знак протеста против акции президента вице-президент сената Вальдо Сильва и президент палаты депутатов Рамон Баррос Луко выпустили прокламацию, назначающую командующим флотом капитана Хорхе Монтта, со ссылкой на то, что военно-морской флот не признает авторитет Бальмаседы, пока тот не станет управлять государственными делами в соответствии с конституционным законом Чили. Большинство членов конгресса присоединились к этому воззванию и подписали акт об отрешении президента Бальмаседы.

## Восстание на флоте
6 января 1891 года политические лидеры партий Конгресса ступили на борт бронированного фрегата Бланко Энкалада в Вальпараисо, а капитан корабля Хорхе Монтт поднял вымпел в качестве коммодора флота конгресса. 7 января Бланко Энкалада, в сопровождении Эсмеральды, О’Хиггинса и других кораблей, вышел из гавани Вальпараисо и выдвинулся на север в Тарапаку, чтобы организовать вооруженное сопротивление президенту.
Эскадра Монтта включила в себя практически весь чилийский флот, в то время как армия в большинстве своем осталась верна президенту Бальмаседе. При этом Бальмаседа рассчитывал создать собственный военно-морской флот, а конгресс предпринимал шаги, чтобы набрать армию.
Сразу же после начала восстания на флоте президент Бальмаседа опубликовал указ, в котором объявлял Монтта и его сторонников предателями и безотлагательно формировал армию из 40 000 человек для подавления повстанческого движения. Пока обе стороны готовились к конфликту, Бальмаседа управлял правительством с диктаторскими полномочиями. В июне 1891 года он приказал провести президентские выборы, и Клаудио Викунья был надлежащим образом объявлен избранным президентом республики на срок, начинавшийся в сентябре 1891 года.
Одновременно президент активно создавал собственный флот. Ему верны остались два новых и быстрых миноносца, Альмиранте Кондел и Альмиранте Линч, а на европейских верфях достраивались самые мощные суда будущего президентского флота, Артуро Прат и два крейсера. Если бы они были достроены в ближайшее время, военно-морское превосходство конгресса было бы поставлено под сомнение. Однако ресурсы Бальмаседы быстро таяли из-за тяжелых военных расходов, и президент решил продать резерв серебряных слитков из хранилища Каса-де-Монеда. Серебро было перевезено в Европу на британском военном корабле, частично для покупки скоростного парохода, который должен быть войти в состав президентского флота, частично для оплаты других видов военных материалов.

### Инцидент с Итатой
Организация повстанческих сил шла медленно. Они испытывали трудности с получением необходимого оружия и боеприпасов. В Соединённых Штатах в мае 1891 года было куплено 5 тысяч новых винтовок Ремингтона, которые были погружены на борт чилийского судна Итата. Но власти США отказались разрешить пароходу покинуть порт Сан-Диего и разместили на корабле вооруженную охрану. Однако Итата смогла ускользнуть с фарватера вместе с арестовавшими его американскими офицерами на борту и достичь чилийского побережья. США немедленно направили в погоню крейсер, и Итата была блокирована в чилийском порту Икике. Американцы заставили сторонников конгресса отказаться от поставленного оружия и отвезти его обратно в Сан-Диего. В США экипаж «Итаты» пытались осудить, но безуспешно.
Однако оружие было крайне необходимо чилийцам, и через месяц сторонникам конгресса все-таки удалось получить с судна «Майпо» партию оружия немецкого производства («Крупп») и боеприпасов.

## Ход боевых действий
Первый выстрел гражданской войны был сделан 16 января с борта Бланко Энкалада по береговым батареям Вальпараисо, одновременно, в январе и феврале, десантные катера с военных кораблей высадили небольшие партии правительственных войск в разных местах. Основные силы Бальмаседы были размещены в Икике, Кокимбо, Вальпараисо, Сантьяго и Консепсьоне.
Силы конгресса вначале не смогли хорошо подготовиться к боям, но, хотя и были побеждены в двух или трех сражениях, накопили немало новобранцев и боеприпасов. 26 января они вернули захваченный президентскими силами Писагуа, а 15 февраля командир президентских сил Эулохио Роблес Пиночет, ожидавший подкреплений из Такны, был полностью разгромлен у Сан-Франсиско. Роблес отступил вдоль железной дороги, вызвал войска из Икике и взял реванш при Уаре 17 февраля, но Икике тем временем был занят силами флота конгресса 16 февраля.

### Битва при Посо-Альмонте

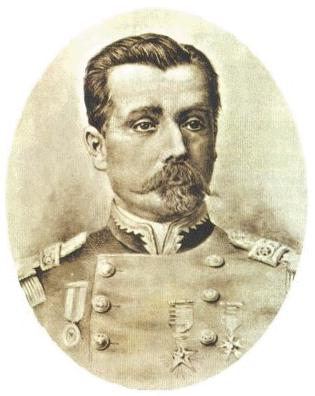
Генерал Э. дель Канто

Театр боевых действий в Писагуа был сразу же оставлен, а вооруженные силы конгресса были перевезены морем в Икике, откуда, под командованием полковника Эстанислао дель Канто, они отправились вглубь страны. Битва при Посо-Альмонте 7 марта была отчаянной, но дель Канто превосходил противника в численности, и в итоге Роблес был убит, а его армия рассеяна. После этого другие президентские войска на севере фактически отказались от борьбы. Некоторые из них бежали в Перу, другие — в Боливию, а один полк совершил масштабное отступление от Каламы до Сантьяго, в ходе которого он дважды пересекал главную цепь Анд.

### ПотоплениеБланко Энкалады
В начале апреля часть революционной эскадры, состоявшая из бронированного фрегата Бланко Энкалада и других кораблей, была отправлена на юг для разведывательных целей и укрепилась в гавани Кальдеры. В ночь на 23 апреля Бланко Энкалада, спокойно стоявшая на якоре в гавани, была торпедирована миноносцем Бальмаседы Альмиранте Линч. Бланко Энкалада затонула через несколько минут, и 300 человек её экипажа погибли. Этот инцидент сильно ослабил эскадру конгресса.

### Наступление войск конгресса

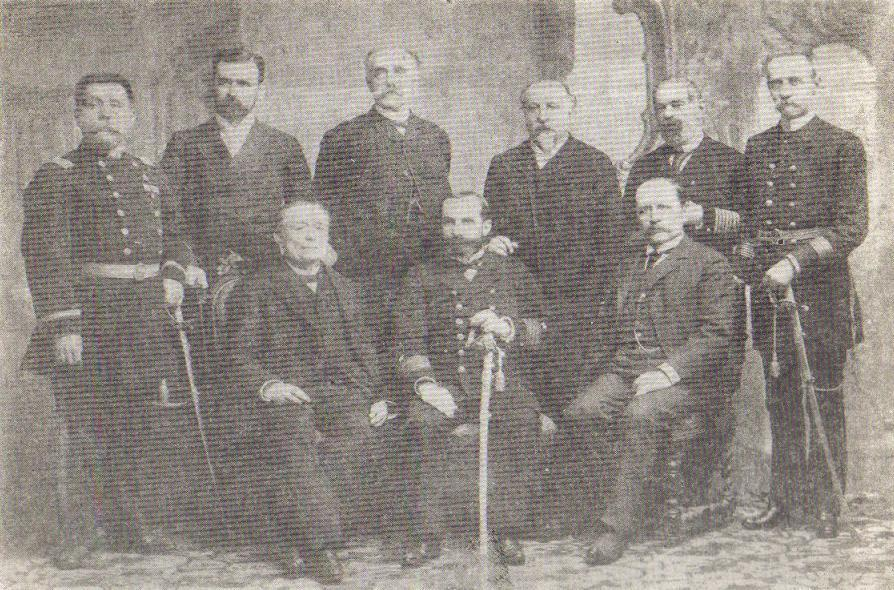
Революционная хунта, 1891

Революционная хунта, созданная 13 апреля, теперь прочно обосновавшаяся в Икике, энергично взялась за управление боевыми операциями, и к концу апреля вся территория от перуанской границы до аванпостов президентских сил в Кокимбо и Ла-Серене находилась в руках повстанцев. Хунта начала формирование регулярной армии для следующей кампании, которая, как считалось, с обеих сторон, должна была быть направлена против Кокимбо. В Европе были закуплены необходимые вооружения и боеприпасы, они были отправлены британским судном в Чили и доставлены в залив Фортуне, на Огненной Земле, а оттуда на чилийском пароходе отправлены в Икике. Армия в 10 000 человек была сформирована хунтой, и конгресс стремительно начал подготовку к продвижению на юг с целью нападения на Вальпараисо и Сантьяго, так как через несколько месяцев ожидался приход новых кораблей из Европы с поставками для Бальмаседо.

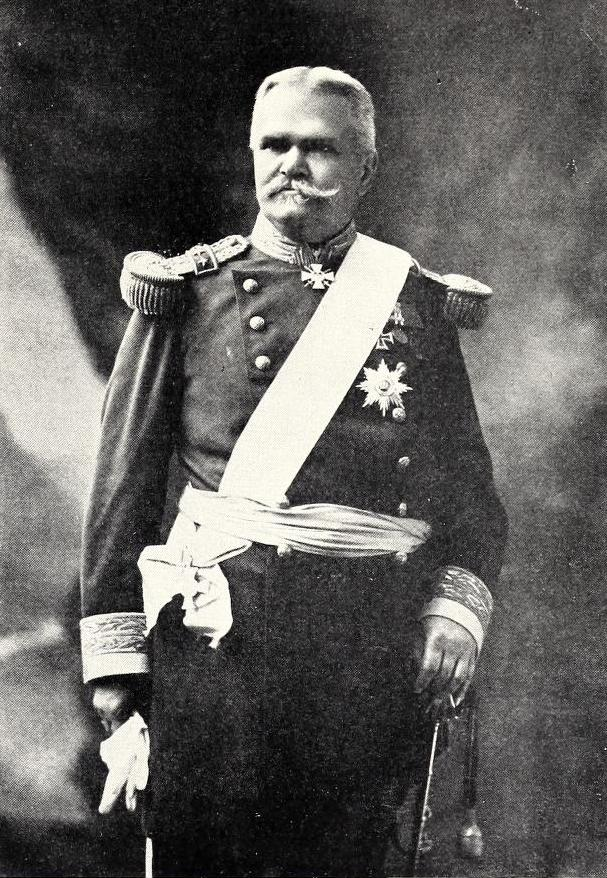
Генерал Э. Кёрнер

Дель Канто был назначен главнокомандующим армией конгресса, а бывший прусский офицер Эмиль Кёрнер — начальником штаба. Армия была организована из трех бригад в Икике, Кальдере и Вальенаре. Кёрнер руководил обучением новобранцев, инструктировал офицеров в тактике, готовил карты и в целом принимал все меры предосторожности, которые он мог предложить для обеспечения успеха. Дель Канто, в свою очередь, был не простым руководителем, а вполне способным лидером, который отличился при Такне (1880) и Мирафлоресе (1881), а также в нынешней войне. Сообща Кёрнеру и дель Канто удалось организовать функционирование не только пехотных частей, но и подготовить артиллерию и кавалерию. Около трети пехоты были вооружены австрийскими винтовками Маннлихера, которые впервые появились в стране, остальная часть имела французские винтовки Гра, которые также находились на вооружении президентских войск.
Бальмаседа, утратив инициативу, мог только ждать развития событий, при этом он подготовил свои силы, насколько мог, и его миноносцы постоянно атаковали военно-морской флот конгресса. К концу июля дель Канто и Кёрнер закончили подготовку армии, и в начале августа войска конгресса выдвинулись на Кокимбо и Вальпараисо.
23 мая 1891 г. корреспондент «London Times» в Чили М. Херви писал: «Невозможно отрицать, что подстрекателями, закулисными махинаторами, финансовыми спонсорами так называемой „революции“ были и остаются английские или англо-чилийские владельцы нитратных месторождений».

### Битва при Конконе
В середине августа 1891 года повстанческие силы вышли из Икике в составе около 9000 человек. Экспедиция по морю была превосходно проведена, и 10 августа армия конгресса высадилась в Кинтеро, около 20 км к северу от Вальпараисо и не вне пределов его береговых батарей, а далее направились в Конкон, где закрепились президентские силы.

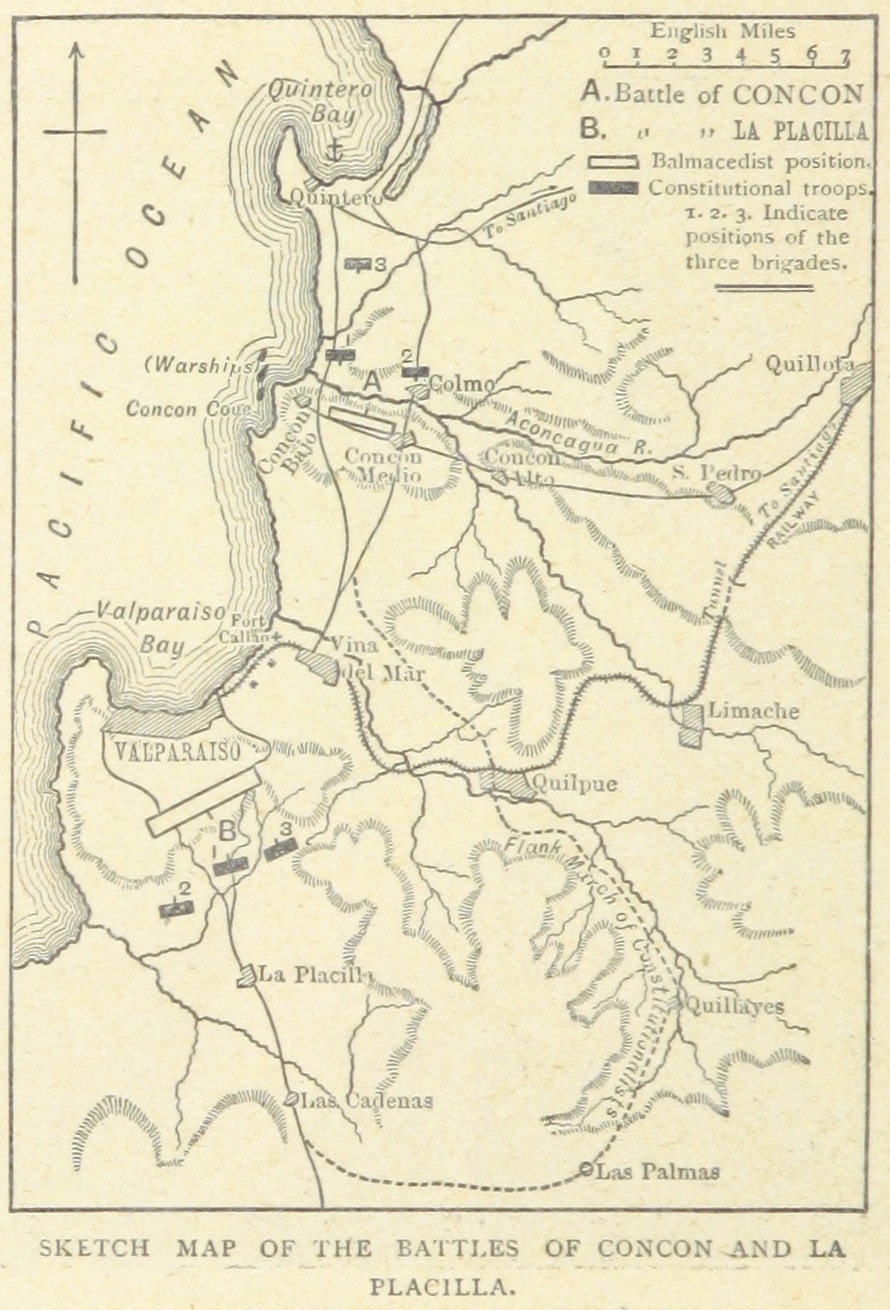
Карта битвы при Конконе

Бальмаседа был застигнут врасплох, но действовал быстро. Первое сражение состоялось на реке Аконкагуа в Конконе 21 августа. Пехота армии конгресса стремительно пересекла реку и штурмовала высоты, занятые сторонниками президента. Последовала жестокая борьба, в которой войска Бальмаседы были побеждены с большими потерями. Президент потерял 1600 человек и ещё около 1500 человек пленными, повстанцы потеряли более 1000 погибшими и ранеными.

### Бойня в Ло-Каньясе
Поражение ослабило позиции президента, и он приказал арестовать и заточить всех лиц, подозреваемых в симпатии к революционному делу. Это только обозлило население против президента, и это чувство усилилось после 17 августа, когда Бальмаседа приказал казнить нескольких курсантов военного училища в Ло-Каньясе по обвинению в подготовке заговора. Расстрел юношей породил волну ужаса по всей стране и ощущение неопределённости относительно того, какие репрессии могут быть реализованы в будущем, если Бальмаседа победит в войне.

### Битва при Ла-Пласилье
После победы при Конконе повстанческая армия под командованием генерала Кампоса приступила к Вальпараисо, но была встречена укрепленными позициями генерала Оросимбо Барбосы в Винья-дель-Мар, куда Бальмаседа спешил со всеми доступными войсками из Вальпараисо, Сантьяго и Консепсьона. Дель Канто и Кёрнер теперь решились на смелый шаг. Собрав все свои силы, 24 августа армия конгресса стремительно двинулась вглубь страны. Марш-бросок был проведён с большим искусством, и повстанцы, наконец, появились к юго-востоку от Вальпараисо.

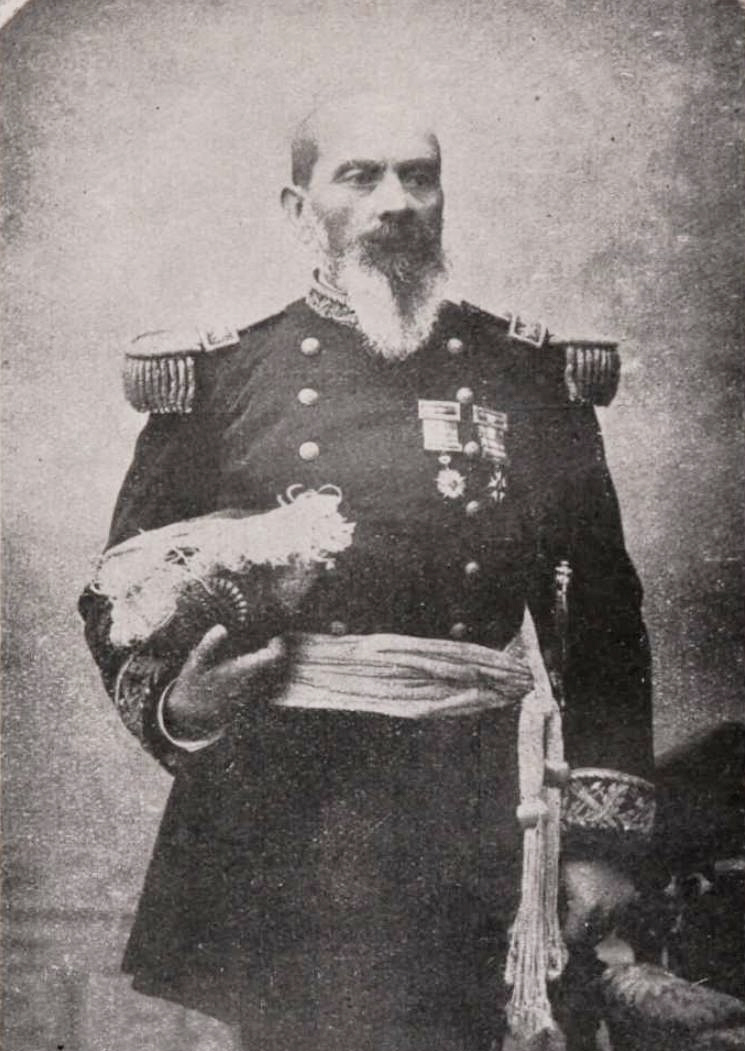
Генерал О. Барбоса

Здесь 28 августа состоялось решающее сражение войны — битва при Ла-Пласилье. Она стала испытанием для повстанцев, большим, чем битва при Конконе, поскольку генералы Балмаседы Барбоса и Альсеррека были хорошо подготовлены и сосредоточили свои войска на сильной позиции. Но великолепные боевые качества войск конгресса и способности их лидеров в конечном итоге преобладали над препятствиями и привели повстанцев к победе. Правительственная армия была практически уничтожена, было убито 941 человек, в том числе Барбоса и его адъютант, 2240 ранены. Армия конгресса потеряла более 1800 человек.
В тот же вечер Вальпараисо был взят, а через три дня повстанцы победоносно вошли в Сантьяго. Перед сдачей столицы Бальмаседа отдал распоряжение генералу Бакедану по возможности поддерживать порядок в городе. Однако победители вели себя как в завоеванной стране — грабили и поджигали дома мирных граждан, насиловали женщин, убивали всех подозреваемых в симпатиях к президенту. Выжившие после резни бальмаседисты были вынуждены уйти в подполье или бежать из страны.
Эффект от сражений при Конконе и Ла-Пласилье был таков, что войска Бальмаседы в Кокимбо сдались без боя.

## Результаты
После битвы при Ла-Пласилье президенту Бальмаседе стало ясно, что он больше он не может надеяться найти достаточную силу среди своих приверженцев, чтобы удержаться у власти. Ввиду быстрого приближения повстанческой армии он отказался от своих официальных обязанностей и начал искать убежище в посольстве Аргентины. 29 августа он официально передал власть генералу Мануэлю Бакедано, который поддерживал порядок в Сантьяго до прибытия лидеров конгресса 30 августа.
Президент оставался в аргентинском посольстве до 18 сентября. Утром в годовщину своего избрания президентом республики Хосе Мануэль Бальмаседа застрелился. Основанием для самоубийства, согласно письмам Бальмаседы незадолго до смерти, было то, что он не верил, что конгресс организует в отношении него беспристрастный суд. Смерть Бальмаседы закончила все споры и стала заключительным актом самой жестокой и кровопролитной борьбы, которую страна когда-либо видела. В ходе конфликта погибло более 10 000 человек, а совместные расходы двух сторон на военные приготовления и закупку военных ресурсов превысили 10 млн фунтов стерлингов.
Новые власти постарались устранить из государственных органов и армии всех сторонников Бальмаседы: более 4 тыс. человек были уволены и отданы под суд. Только в Сантьяго в тюрьму посадили 634 человека.
Поражение президентских сил открыло так называемый «псевдопарламентский» период в истории Чили, который продолжался с 1891 по 1925 год. В отличие от «истинной парламентской» системы, исполнительная власть не подчинялась законодательной власти, но сдержки и противовесы исполнительной власти над законодательной были ослаблены. Президент оставался номинальным главой государства, но его полномочия были сильно урезаны, а контроль над правительством был  сокращён.